# Selamia numidica
Selamia numidica là một loài nhện trong họ Zodariidae.
Loài này thuộc chi Selamia. Selamia numidica được Rudy Jocqué & Robert Bosmans miêu tả năm 2001.